# 魯達河 (斯盧奇河支流)
魯達河（烏克蘭語：Руда），是烏克蘭的河流，位於該國西部，屬於斯盧奇河的右支流，發源自亞布盧尼夫卡附近，流經赫梅利尼茨基州，河道全長18公里，流域面積137平方公里。